# Adrenalina (canción)
«Adrenalina» es una canción grabada por los cantantes puertorriqueños Wisin, Jennifer Lopez y Ricky Martin. Fue escrita por Lopez, Martin, Wisin, José Torres y Carlos E. Ortiz. Fue lanzada como el segundo sencillo del segundo álbum de estudio de Wisin El regreso del sobreviviente.

## Antecedentes y lanzamiento
El 30 de octubre de 2012 se hizo público que Jennifer Lopez y Ricky Martin iban a grabar un nuevo sencillo con Wisin & Yandel, el título «Adrenalina». Wisin & Yandel ya habían colaborado previamente con Jennifer Lopez en «Follow the Leader» (2012), el sencillo principal para su noveno álbum de estudio Líderes (2012), y con Ricky Martin en «Frío», el tercer sencillo de su noveno álbum de estudio Música + alma + sexo (2011). 
La pista de Adrenalina ya estaba lista, pero en 2013 Wisin y Yandel decidieron separarse indefinidamente y tomar rumbos en solitario. Para lo cual negociaron las pistas que se quedaba cada uno, pistas ya acabadas para el  que iba a ser el siguiente álbum del dúo. En este caso Adrenalina acabó quedándose en el repertorio de Wisin.

## Vídeo musical
El video musical fue grabado en febrero de 2014 en Miami bajo la dirección de Jessy Terrero. De él se hicieron dos versiones: uno para la versión española, y otro para la versión spanglish. El video de la versión española se estrenó en Vevo el 3 de marzo de 2014 y consiguió diez millones de visitas en una semana.
El vídeo fue nominado como video del año en los Premio Lo Nuestro 2015. El video musical para la versión spanglish se estrenó en Vevo el 10 de abril de 2014. También se creó otro vídeo por parte de Univision para la cobertura de la Copa Mundial de Fútbol de 2014.
El 14 de julio de 2014 se anunció que el video obtiene el «Certificado Vevo» por alcanzar las 100 millones de visitas. Actualmente cuenta con más de 900 millones de visitas en YouTube.

## Posiciones

### Semanales
| País                 | Chart           | Lista                            | Mejor posición |
| 2014                 | 2014            | 2014                             | 2014           |
| -------------------- | --------------- | -------------------------------- | -------------- |
| Argentina            | CAPIF           | Argentina Singles Chart          | 6              |
| Bulgaria             | IFPI            | Bulgaria                         | 3              |
| Colombia             | National Report | Colombia Top 5 Música Urbano     | 1              |
| República Dominicana | Monitor Latino  | Top general                      | 11             |
| Europa               |                 | European Hot 100 Singles         | 85             |
| Francia              | SNEP            | Les charts                       | 122            |
| Finlandia            | IFPI            | Suomen virallinen latauslista    | 10             |
| Italia               | FIMI            | Top 200                          | 54             |
| México               | Monitor Latino  | Top pop                          | 5              |
| Polonia              | ZPAV            | Dance Top 50 (Versión spanglish) | 29             |
| España               | PROMUSICAE      | Top 50 (Versión spanglish)       | 3              |
| Suiza                | Swiss Charts    | Schweizer Hitparade              | 57             |
| Estados Unidos       | Billboard       | Hot 100                          | 94             |
| Estados Unidos       | Billboard       | Hot Latin Songs                  | 2              |
| Estados Unidos       | Billboard       | Latin Pop Songs                  | 2              |
| Estados Unidos       | Billboard       | Tropical Airplay                 | 15             |

## Certificaciones
| País   | Organismo certificador | Certificación | Ventas certificadas | Ref.   |
| ------ | ---------------------- | ------------- | ------------------- | ------ |
| México | AMPROFON               | Platino       | 60 000              | [ 23 ] |